# IU (співачка)
Лі Чі Ин (кор. 이지은, нар. 16 травня 1993, Сеул, Південна Корея), відома як IU (кор. 아이유) — південнокорейська співачка, авторка пісень, акторка та модель. У 2007 році вона підписала контракт з LOEN Entertainment (нині Kakao Entertainment) та дебютувала у 15 років з мініальбомом Lost and Found у 2008 році. Наступні альбоми Growing Up та IU…IM стали успішними, а головний сингл «Good Day» (кор. 좋은 날) з мініальбому Real (2010), допоміг досягнути національної слави. «Good Day» протримався п'ять тижнів у топі корейського чарту Gaon Digital Chart, а у 2019 році увійшов до списку Billboard «100 Найкращих K-Pop пісень 2010-х років», посівши перше місце.

## Біографія

### Дитинство та початок кар'єри

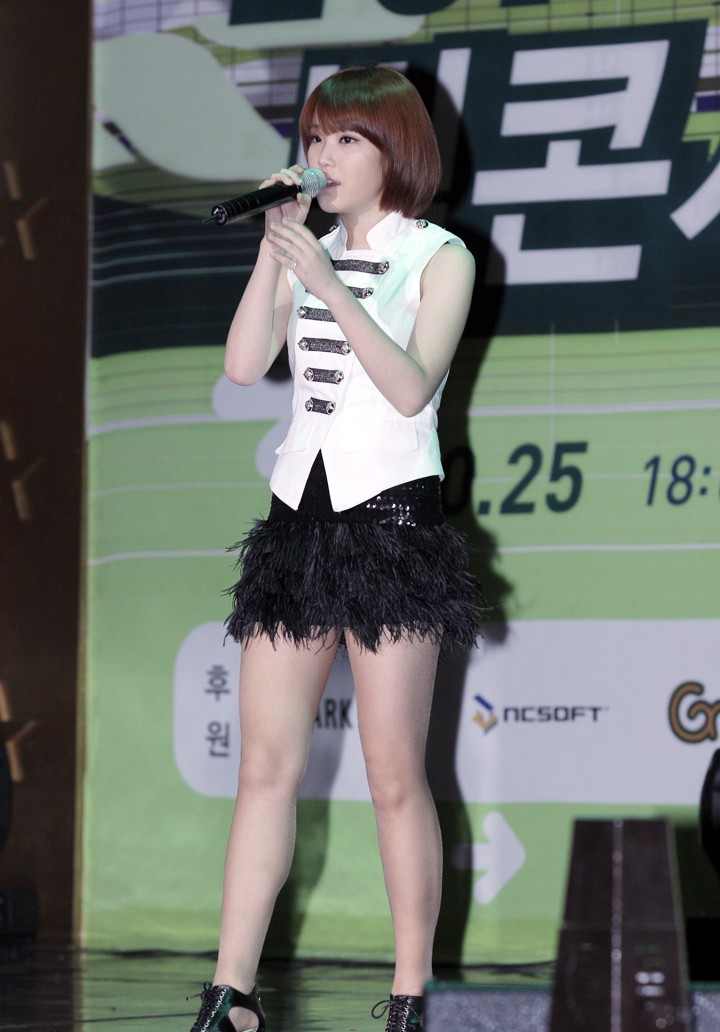
IU у жовтні 2009 року

Лі Чі Ин народилася 16 травня 1993 року в столиці Республіки Корея місті Сеул. З дитинства вона мріяла стати акторкою, ходила на курси акторського мистецтва для дітей. Але незабаром фінансове становище її родини різко погіршилося, і батьки були змушені відправити Чі Ин з братом до бабці в сусіднє з Сеулом місто Ийджонбу. Там майбутня співачка понад рік жила в маленькій кімнаті разом з бабцею та братом, в родини навіть не вистачало коштів на їжу. В середній школі мрія Чі Ин змінилася, тепер вона мріяла стати співачкою, поштовхом до цього став успішний виступ на шкільному святі на якому вона виконала пісню. Після цього вона почала ходити на прослуховування, але перед тим як потрапити на тренування до одного з агентств талантів, Чі Ин відмовили на 20 прослуховуваннях. Але врешті решт наприкінці 2007 року з нею підписало контракт агентство LOEN Entertainment, і відправило її на тренування з вокалу до Сеула. Вдало пройшовши навчання, у вересні 2008 року, Чі Ин дебютувала під сценічним ім'ям IU. За задумом агентства сценічне ім'я IU (від англійського «I and You» тобто «Я і Ти»), має символізувати силу музики в об'єднанні людей.
Дебютним виступом на сцені в кар'єрі співачки став виступ в музичній програмі M Countdown у вересні 2008 року. Незабаром побачив світ дебютний мініальбом IU під назвою Lost and Found, але він не мав комерційного успіху. Пізніше в одному з інтерв'ю IU заявила що вдячна за цей досвід, і якби успіх прийшов одразу то вона не так сильно його цінувала як зараз. У квітні 2009 року вийшов її дебютний студійний альбом Growing Up, з головним треком «Boo». Альбом отримав схвальні відгуки як критиків, так і слухачів, та посприяв підвищенню її популярності. Наприкінці того ж року IU випустила другий мініальбом IU...IM, у тому ж році вона записала саундтрек до одного з південнокорейських телесеріалів. З підвищенням її популярності молоду співачку все частіше стали запрошувати на телевізійні шоу та музичні радіо програми.

### Зростання популярності
Влітку 2010 року IU дуетом з Лі Силь Оном випустила сингл «Nagging». Пісня вже наступного тижня зайняла перший рядок чарту Gaon, та протрималася на цьому місці три тижні поспіль. У грудні того ж року вийшов третій мініальбом співачки Real з головним треком «Good Day». Пісня стала надзвичайно популярною в Кореї та сприяла подальшому збільшенню кількості фанатів IU. У тому ж місяці розпочалися зйомки підліткового музичного серіалу «Одержимі мрією», одну з головних ролей в якому отримала IU. Крім того, вона записала один з саундтреків до цього серіалу, який невдовзі піднявся до першої сходинки чарту Gaon. Навесні 2011 року молода співачка стала ведучою популярної музичної програми Inkigayo. Влітку того ж року вона брала участь ще у двох шоу, та знялася у двох кліпах популярного співака K.Will. Наприкінці листопада 2011 року побачив світ другий студійний альбом IU Last Fantasy. У грудні того ж року співачка випустила дебютний альбом в Японії, навесні 2012 року IU провела декілька сольних концертів в різних містах Японії.

### Успіх

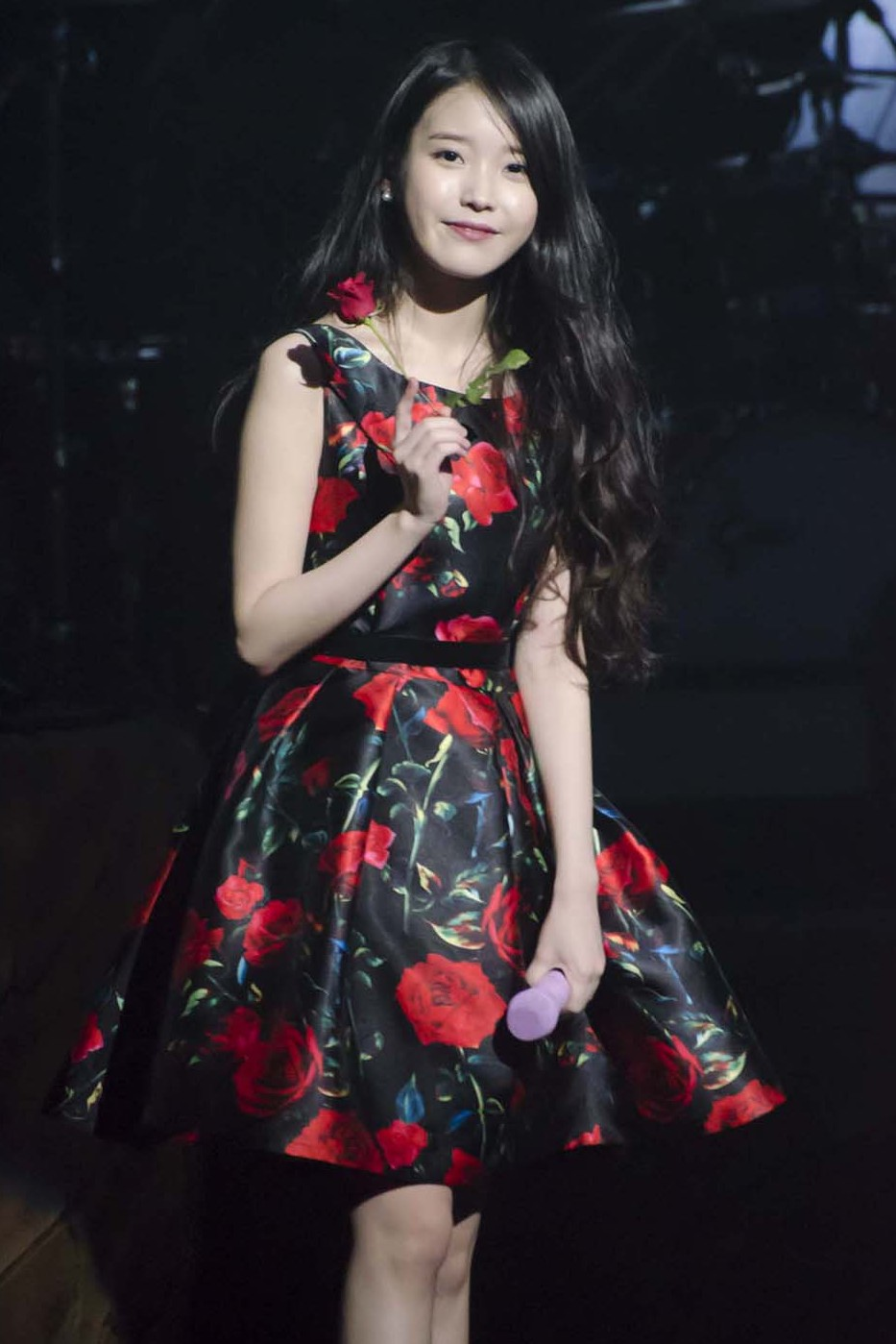
IU на концерті в Пусані, листопад 2015

Влітку 2012 року IU відправилася в свій перший сольний концертний тур, вона виступила в шести найбільших містах Південної Кореї. Всі квитки на її перший концерт в Сеулі були розпродані менше ніж за півгодини. Також здивування організаторів туру викликало те що понад 70% квитків було придбано чоловіками, значна частка яких була у віці старше 30 років, хоча зазвичай в Кореї на виступи попзірок такий контингент не ходить. У вересні 2012 вона провела ще один концерт в Токіо. Наприкінці року журнал Billboard назвав IU однією з найуспішніших зірок у віці до 21 року.
Навесні 2013 року IU отримала головну роль в серіалі вихідного дня «Ти найкраща!», паралельно зі зйомками в якому вона випустила свій другий японський мініальбом. У жовтні 2013 року вийшов її третій студійний альбом Modern Times, який відрізнявся від попередніх більш зрілим вокалом та різноманітністю жанрів. Невдовзі після виходу нового альбому співачка розпочала зйомки в романтично комедійному серіалі «Красунчик», в якому зіграла звичайну двадцятилітню дівчину закохану з дитинства в гарненького хлопця. Попри зірковий акторський склад (партнером IU по серіалу був популярний актор Чан Гин Сок), серіал набрав низькі рейтинги, але роль все ж принесла IU нагороду Краща нова акторка премії KBS драма.
У травні 2014 року співачка випустила мініальбом Квіткова закладка з кавер-версіями популярних пісень 1980-1990-х років. Альбом отримав схвальні відгуки в пресі, критики відмічали збалансованість оригінального настрою пісні та нового аранжування. Наприкінці того ж місяця IU провела серію концертів, весь прибуток від яких співачка пожертвувала на допомогу постраждалим від кораблетрощі парому «Севоль».

## Особисте життя
У вересні 2022 видання South China Morning Post оцінило її статки у 31-45 мільйонів доларів США, що робить її найбагатшою корейською ідол-співачкою.
31 грудня 2022 з'явилися повідомлення, що IU та актор Лі Чон Сок зустрічаються вже протягом чотирьох місяців. Пізніше їхні агентства підтвердили цю інформацію.

## Дискографія
Дискографія IU включає 5 студійних альбомів; Growing Up (2009), Last Fantasy (2011), Modern Times (2013), Palette(2017) і Lilac (2021). Також співачка випустила 9 мініальбомів, 43 сингла та 40 відеокліпів на свої пісні.

## Фільмографія

### Телевізійні серіали
| Рік  | Назва                                | Роль                     | Мережа  |
| ---- | ------------------------------------ | ------------------------ | ------- |
| 2011 | «Одержимі мрією»                     | Кім Піль Сук             | KBS2    |
| 2011 | «Ласкаво просимо на Шоу»             | камео (1 серія)          | SBS     |
| 2012 | «Одержимі мрією 2»                   | Кім Піль Сук             | KBS2    |
| 2012 | «Гуру саламандра і тіні»             | камео (6 серія)          | SBS     |
| 2013 | «Ти найкраща!»                       | Лі Сун Сін               | KBS2    |
| 2013 | «Бель амі»                           | Кім Бо Тон               | KBS2    |
| 2015 | «Продюсери»                          | Сінді                    | KBS2    |
| 2016 | «Любителі місяця: Червоне серце Рьо» | Ко Ха Джін / Хе Су       | SBS     |
| 2018 | «Мій Аджоссі»                        | Лі Чі Ан                 | tvN     |
| 2019 | «Персона»                            | IU / Ин / Хан На / Чі Ин | Netflix |
| 2019 | «Готель дель Луна»                   | Чан Ман Воль             | tvN     |

### Фільми
| Рік  | Назва              | Роль                            |
| ---- | ------------------ | ------------------------------- |
| 2012 | «Воруши ластами 2» | Елла (голос, корейський дубляж) |
| 2017 | «Справжнє»         | ведуча церемонії (камео)        |
| 2022 | «Брокер»           | Со Йон                          |
| 2023 | «Мрія»             | Лі Со Мін                       |

## Нагороди
- Докладніше: Список нагород та номінацій отриманих IU[en]